# Blackheath (New South Wales)
Blackheath is een van de bergplaatsen in de City of Blue Mountains in New South Wales, Australië. Het ligt op 1065 meter hoogte aan de Great Western Highway, 120 kilometer ten westen van Sydney. De plaats staat bekend om zijn bijzondere panorama's en de vele wandelmogelijkheden in de Blue Mountains. 

## Toerisme

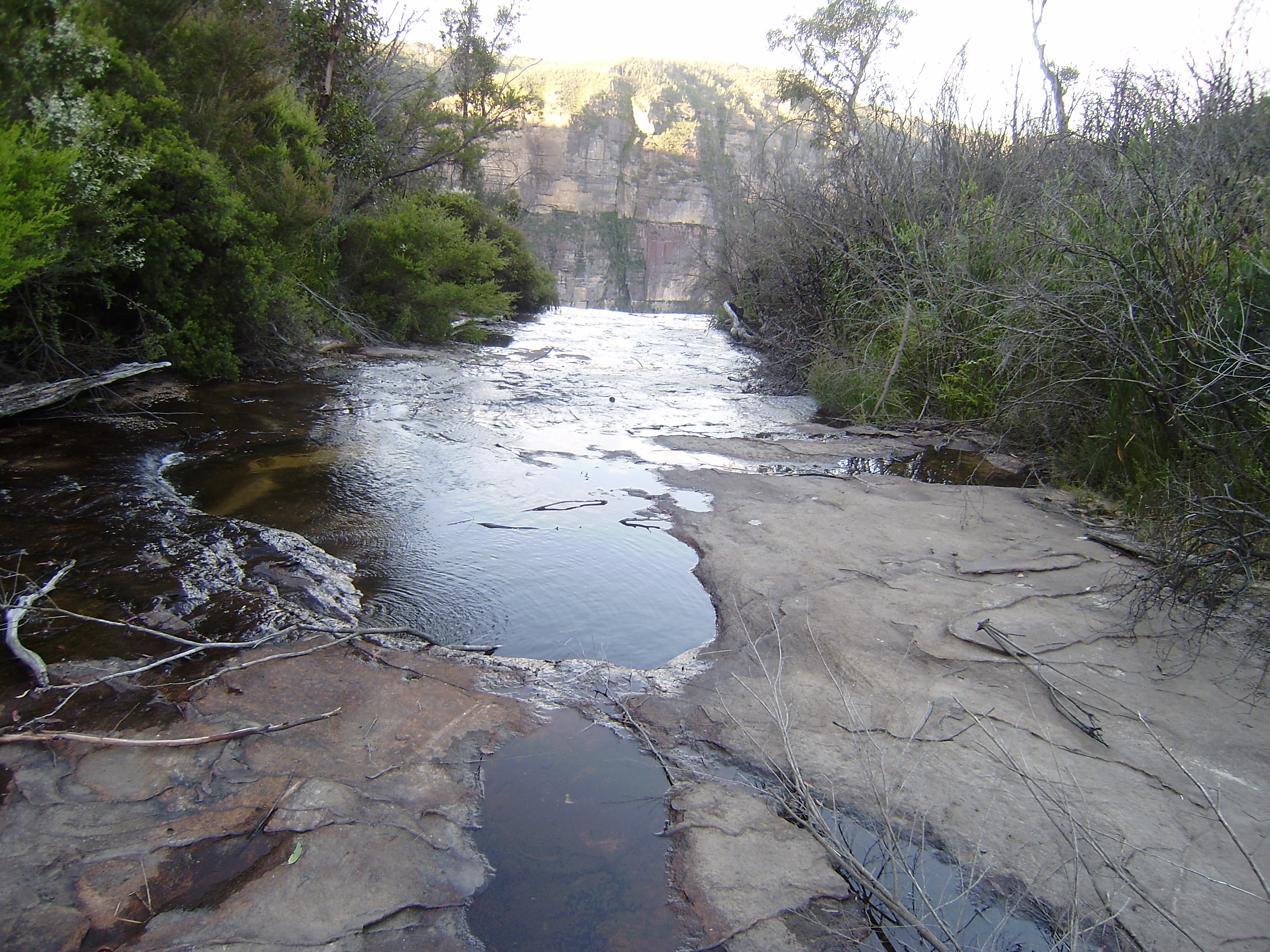
Govetts Leap

De hoofdindustrie van Blackheath is toerisme dankzij de spectaculaire bergomgeving. De Fairfax Heritage Track leidt naar Govetts Leap en Evans Lookout. Tevens is het Blackheath Heritage Centre hier gevestigd. Het centrum is de belangrijkste historisch, flora- en fauna en Aborignal informatiebron in de regio over Nationaal park Blue Mountains.

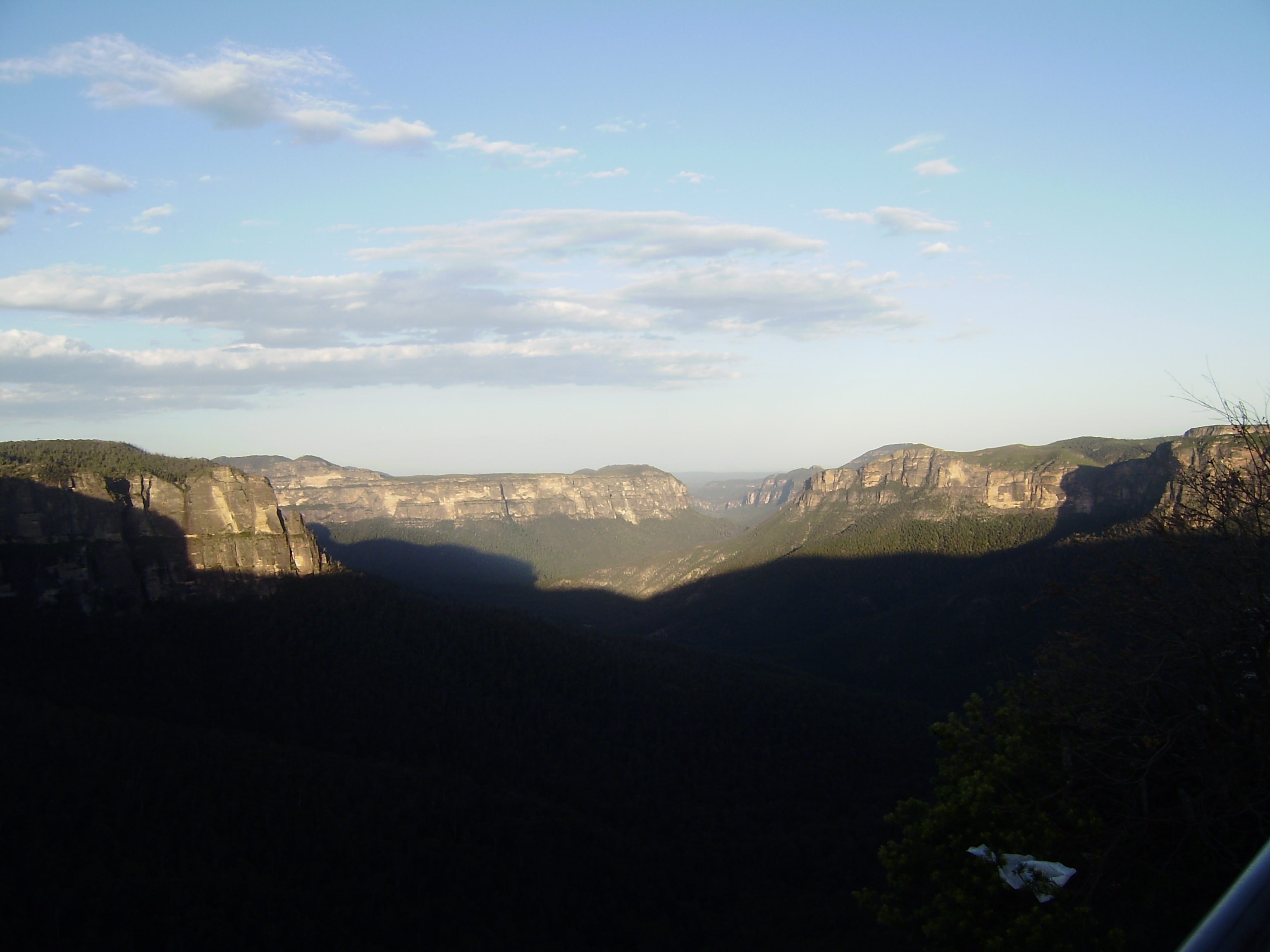
Evans Lookout/Grand Canyon

## Klimaat
Het klimaat varieert met de hoogte in de Blue Mountains regio. In Blackheath (1065 meter) zijn de temperaturen in de zomer in de 20 graden, uitlopend naar de 30. 's Nachts komt de temperatuur niet hoger dan 10 graden, evenals in de winter. 's Nachts kan het 's winters zelfs licht vriezen. Jaarlijks valt er ongeveer 1200mm regen. Daarbij staat er regelmatig veel wind.

## Geschiedenis
In het verleden was Blackheath het punt in de Blue Mountains waar de verstedelijking vanaf Sydney stopte en het onbegaanbare begon. Tegenwoordig is Blackheath een kleine toeristenplaats waar veel kunstenaars en antiquairs zich hebben gevestigd. 
De historische Grand Canyon wandelroute heeft bijgedragen aan de toenemende populariteit als toeristenplaats. Een laaggelegen gebied vol kreken, tot 30 meter diep, waarvan geologen ervan uitgaan dat deze ontstaan zijn doordat water door het zachte steen, Burra-Moko zandsteen, van de bergen kon doordringen. 